# D’Arrest (Mondkrater)
D’Arrest ist ein Einschlagkrater auf der Mondvorderseite zwischen den Kratern Godin im Westen und Dionysius im Osten. Der Krater ist unregelmäßig geformt und stark erodiert.
| Buchstabe | Position          | Durchmesser | Link |
| --------- | ----------------- | ----------- | ---- |
| A         | 1,93° N, 13,63° O | 4 km        |      |
| B         | 0,96° N, 13,6° O  | 5 km        |      |
| M         | 1,89° N, 13,48° O | 23 km       |      |
| R         | 0,48° N, 15,61° O | 17 km       |      |

Der Krater wurde 1935 von der IAU nach dem deutsch-dänischen Astronomen Heinrich Louis d’Arrest offiziell benannt.